# 서지후 (배우)
서지후(본명 : 서영수, 1989년 11월 14일 ~ )는 대한민국의 배우이다.

## 출연작

### 드라마
- 《스위치 - 세상을 바꿔라》 (2018년, SBS) - 길대로 역
- 《방법》 (2020년, tvN) - 강영수 역
- 《크레이지 러브》 (2022년, KBS2) - 조 실장 역
- 《넘버스 : 빌딩숲의 감시자들》 (2023년, MBC) - 조병국 역
- 《잔혹한 인턴》 (2023년, TVING)

### 영화
- 《방법: 재차의》 (2021년) - 강영수 형사 역
- 《용루각 2: 신들의 밤》 (2021년) - 영찬 역
- 《바람개비》 (2023년)
- 《더 와일드: 야수들의 전쟁》 (2023년) - 박한태 역
- 《시민덕희》 (2024년) - 신 형사 역
- 《괜찮아 괜찮아 괜찮아!》 (2024년) - 박 선생 역